# Niels van der Laan
Niels van der Laan (Beverwijk, 15 september 1981) is een Nederlandse cabaretier en programmamaker.
Van der Laan is voornamelijk bekend als lid van het cabaretduo Van der Laan & Woe (voorheen Geen Familie). Daarnaast is Van der Laan ook te zien geweest als acteur in verschillende producties. Ook speelt hij Hoofdpiet en was hij een van de presentatoren van het televisieprogramma Rambam, waarvoor hij in alle seizoenen ook de voice-over deed. In 2018 stopte het programma De Kwis, een programma mede gepresenteerd door Niels van der Laan, Jeroen Woe, Joep van Deudekom en Rob Urgert. In 2019 kwamen Van der Laan en Woe terug met het programma Even tot hier.

## Persoonlijk
Van der Laan heeft een gezin. Hij houdt hen bewust buiten de publiciteit omdat zij en hijzelf dat prettig vinden.

## Programma's
| Televisie/radio      | Televisie/radio                                              | Televisie/radio            | Televisie/radio                                          |
| Jaar                 | Productie                                                    | Opmerkingen                | Opmerkingen                                              |
| -------------------- | ------------------------------------------------------------ | -------------------------- | -------------------------------------------------------- |
| 2004-2012            | Spijkers met koppen                                          | Cabaretier                 | Cabaretier                                               |
| 2011-2017            | Rambam                                                       | Presentator                | Presentator                                              |
| 2011-2012            | De Kwis als onderdeel van PAU!L                              | Kwismaster (cabaretier)    | Kwismaster (cabaretier)                                  |
| 2012-2013            | De Kwis als onderdeel van Langs de Leeuw                     | Kwismaster (cabaretier)    | Kwismaster (cabaretier)                                  |
| 2013-2019            | Rambam                                                       | Voice-over                 | Voice-over                                               |
| 2013-2018            | De Kwis                                                      | Kwismaster (caberetier)    | Kwismaster (caberetier)                                  |
| 2019-heden           | Even tot hier                                                | Presentator                | Presentator                                              |
| 2023-2024            | Moordpillen?                                                 | Voice-over                 | Voice-over                                               |
| Theater              |                                                              |                            |                                                          |
| Jaar                 | Productie                                                    | Genre                      | Gespeeld met                                             |
| 2005                 | Ralph                                                        | Cabaret                    | Geen Familie                                             |
| 2006-2008            | Ctrl+Alt+Del                                                 | Cabaret                    | Geen Familie                                             |
| 2008-2010            | Help Ons                                                     | Cabaret                    | Geen Familie                                             |
| 2010-2011            | Een onvergetelijke kerst met Stanley en de Menzo's           | Muziek                     | Martijn Hillenius Steef Hupkes Henry van Loon Jeroen Woe |
| 2010-2012            | Superlatief                                                  | Cabaret                    | Van der Laan & Woe                                       |
| 2012-2014            | Buutvrij                                                     | Cabaret                    | Van der Laan & Woe                                       |
| 2014-2016, 2018-2019 | Kerst, Kerster, Kerstst met Stanley en de Menzo's            | Muziek                     | Martijn Hillenius Steef Hupkes Henry van Loon Jeroen Woe |
| 2014-2016            | Alles Eromheen                                               | Cabaret                    | Van der Laan & Woe                                       |
| 2017-2020            | Pesetas                                                      | Cabaret                    | Van der Laan & Woe                                       |
| 2018                 | Kwisconcert                                                  | Muziek/cabaret             | Jeroen Woe                                               |
| 2022-2024            | NG                                                           | Cabaret                    | Van der Laan & Woe                                       |
| Acteur film/serie    |                                                              |                            |                                                          |
| Jaar                 | Productie                                                    | Rol                        | Rol                                                      |
| 2003                 | Baantjer                                                     | Stagiair                   | Stagiair                                                 |
| 2011                 | Midzomernacht                                                | Boris                      | Boris                                                    |
| 2015                 | Kasper en de Kerstengelen                                    | Agent                      | Agent                                                    |
| 2015                 | The Good Dinosaur                                            | Nash (Butch' zoon) (stem)  | Nash (Butch' zoon) (stem)                                |
| 2018-heden           | Sinterklaasjournaal en de Landelijke intocht van Sinterklaas | Hoofdpiet                  | Hoofdpiet                                                |
| 2022                 | De Smurfen                                                   | Brilsmurf (stem)           | Brilsmurf (stem)                                         |
| 2022                 | Dirty Lines                                                  | Bram Heimans               | Bram Heimans                                             |
| 2022                 | De Gelaarsde Kat 2: De Laatste Wens                          | Het Gewetensbeestje (stem) | Het Gewetensbeestje (stem)                               |

## Prijzen
- 2005 - Wim Sonneveldprijs, met Geen Familie
- 2011 - Neerlands Hoop, met Van der Laan & Woe[2]
- 2022 - Gouden Televizierring, voor Even tot hier[3]
- 2023 - Ere Zilveren Nipkowschijf, met Even tot hier[4]